# Us (film)
Us is een Amerikaanse horrorfilm uit 2019, geschreven en geregisseerd door Jordan Peele. De hoofdrollen worden vertolkt door Lupita Nyong'o, Winston Duke, Shahadi Wright Joseph, Evan Alex, Elisabeth Moss en Tim Heidecker, en volgt een familie die geconfronteerd wordt met een groep doppelgängers.

## Verhaal
Het is 1986 en de jonge Adelaide brengt de avond door met haar ouders op een strandkermis in Santa Cruz, California (Verenigde Staten). Ze dwaalt af en komt terecht in een spiegelpaleis, waar ze een dubbelgangster vindt. Ze vlucht terug naar haar ouders, maar kan niets zeggen.
Een tijdsprong vooruit naar vandaag, en Adelaide is gelukkig getrouwd met Gabe Wilson. Samen met hun twee kinderen Zora en Jason vertrekken ze naar hun strandhuis in Santa Cruz om lekker te kunnen ontspannen met vrienden. Gabe koopt een tweedehands motorboot en het gezin Wilson trekt op met hun vrienden, de Tylers. Maar wanneer Adelaide terugkeert naar het strand waar ze als kind verloren liep, wordt duidelijk wat er die nacht in 1986 gebeurd is. Wanneer de avond valt, krijgt het gezin bezoek van ongenode gasten op de oprit: een kwartet van dubbelgangers, dat de plaats van het gezin komt innemen.
De dubbelgangers van de familie zijn allen gekleed in een rode jumpsuit en ze slagen erin om de familie van elkaar te scheiden. Red, de dubbelgangster van Adelaide, dwingt haar om zichzelf vast te ketenen aan een tafel. Abraham, de dubbelganger van Gabe, sleept hem tot op zijn boot. Pluto, de dubbelganger van Jason, verplicht hem om te gaan "spelen" in een kast. En Zora wordt achtervolgd door haar dubbelgangster Umbrae. Het gezin slaagt er toch in weer samen te komen (waarbij Gabe zijn dubbelganger Abraham kan ombrengen). Ze vluchten weg met de boot.
Intussen worden de vrienden van het gezin, de Tylers, vermoord door hún dubbelgangers. De Wilsons slagen erin om deze dubbelgangers te vermoorden. Vervolgens zien ze op het tv-journaal dat miljoenen dubbelgangers in de Verenigde Staten hun tegenhangers vermoorden. Ze noemen zichzelf "The Tethered" (vrije vertaling: de Vastgebondenen). Ze vormen vervolgens een gigantische menselijke ketting, waarvan de journalisten denken dat het een vorm van protest is. Dit is ook een verwijzing naar Hands Across America, een reële menselijke ketting in de Verenigde Staten in 1986 om aandacht te eisen voor armoede en dakloosheid.
De Wilsons worden vervolgens aangevallen door Umbrae, de dubbelgangster van dochter Zora. Maar Umbrae komt om. Wanneer ze bij het aanbreken van de dag arriveren op het strand, stuiten ze daar nietsvermoedend op een val van Pluto (de dubbelganger van zoon Jason). Jason kan vermijden dat het gezin vermoord wordt en slaagt erin om zijn dubbelganger uit te schakelen, maar wordt vervolgens ontvoerd door Red (de dubbelgangster van moeder Adelaide).
Adelaide keert terug naar het spiegelpaleis op de strandkermis, via een geheime tunnel. Ze stoot op een geheime, ondergrondse ruimte vol met konijnen. In deze ruimte vindt ze haar dubbelgangster Red terug. Red legt uit dat de Tethered een creatie van de regering van de Verenigde Staten zijn, in een poging om de burgers te controleren. Maar het experiment faalde en de dubbelgangers werden achtergelaten in een geheim ondergronds gangenstelsel, generaties lang opgesloten. Red hielp hen om zich te organiseren en te kunnen ontsnappen. Uiteindelijk raken Red en Adelaide verwikkeld in een gevecht: Adelaide vermoordt haar dubbelgangster en kan zoon Jason redden.
Het gezin verlaat Santa Cruz, en Adelaide denkt terug aan die eerste ontmoeting met Red in 1986 in het spiegelpaleis. De grote onthulling: in feite is Adelaide een van de Tethered, en zij heeft Reds plaats in de bovenwereld ingenomen toen ze jong was. Terwijl het gezin wegrijdt, zie je de Tethered een kilometers lange menselijke ketting vormen. 

## Rolverdeling
| Acteur                 | Personage                        |
| ---------------------- | -------------------------------- |
| Lupita Nyong'o         | Adelaide Wilson/Red              |
| Winston Duke           | Gabriel "Gabe" Wilson/Abraham    |
| Shahadi Wright Joseph  | Zora Wilson/Umbrae               |
| Evan Alex              | Jason Wilson/Pluto               |
| Elisabeth Moss         | Kitty Tyler/Dahlia               |
| Tim Heidecker          | Josh Tyler/Tex                   |
| Yahya Abdul-Mateen II  | Russel Thomas/Weyland            |
| Anna Diop              | Rayne Thomas/Eartha              |
| Cali en Noelle Sheldon | Becca en Lindsey Tyler/Io en Nix |

## Productie

### Ontwikkeling
Us is de tweede langspeelfilm van schrijver en regisseur Jordan Peele. Geïnspireerd door de genre-verwarring in de film Get Out, besloot Peele een volledige horrorfilm te maken. Peele heeft in een interview gezegd dat de aflevering Mirror Image van de Amerikaanse televisieserie The Twilight Zone hem inspireerde voor de film.

### Opnames
De opnames gingen op 30 juli 2018 van start in Santa Cruz (Californië) en eindigden op 8 oktober 2018. Het merendeel van de film is opgenomen in Los Angeles.
Michael Abels, die ook voor de muziek van de film Get Out verzorgde, componeerde de filmmuziek voor Us.

### Release
De film ging op 8 maart 2019 in première op het South by Southwest-festival.

### Ontvangst
De film ontvangt zeer positieve kritieken op zowel Rotten Tomatoes waar het 94% goede reviews ontving, gebaseerd op 313 beoordelingen als op Metacritic waar de film werd beoordeeld met een metascore van 81/100, gebaseerd op 53 critici.